# 浜田山駅
浜田山駅（はまだやまえき）は、東京都杉並区浜田山三丁目にある、京王電鉄井の頭線の駅である。井の頭北管区所属。駅番号はIN11。

## 年表
- 1933年（昭和8年）8月1日：帝都電鉄の駅として開設。
- 1940年（昭和15年）5月1日：小田原急行鉄道と合併、同社帝都線の駅となる。
- 1942年（昭和17年）5月1日：小田急電鉄が東京急行電鉄（大東急）に併合。
- 1948年（昭和23年）6月1日：東急から京王帝都電鉄が分離、同社井の頭線の駅となる。
- 1996年（平成8年）：ホーム延伸、駅舎地下化。

## 駅構造
島式ホーム1面2線を有する地上駅。渋谷側、吉祥寺側の両側に歩行者専用踏切がある。
1995年（平成7年）に実施された1000系20m車5両編成導入のためのホーム延伸に伴う駅舎地下化までは構内踏切が存在していた。
改札口は地階にあるが、出入口は線路北側のみ設置されており、駅南側からの利用は吉祥寺側踏切を経由する必要がある。そのため杉並区は利便性や安全性から、2022年度（令和4年度）より南北自由通路整備計画を進めることを決定、2024年度（令和6年度）完成を目指している。

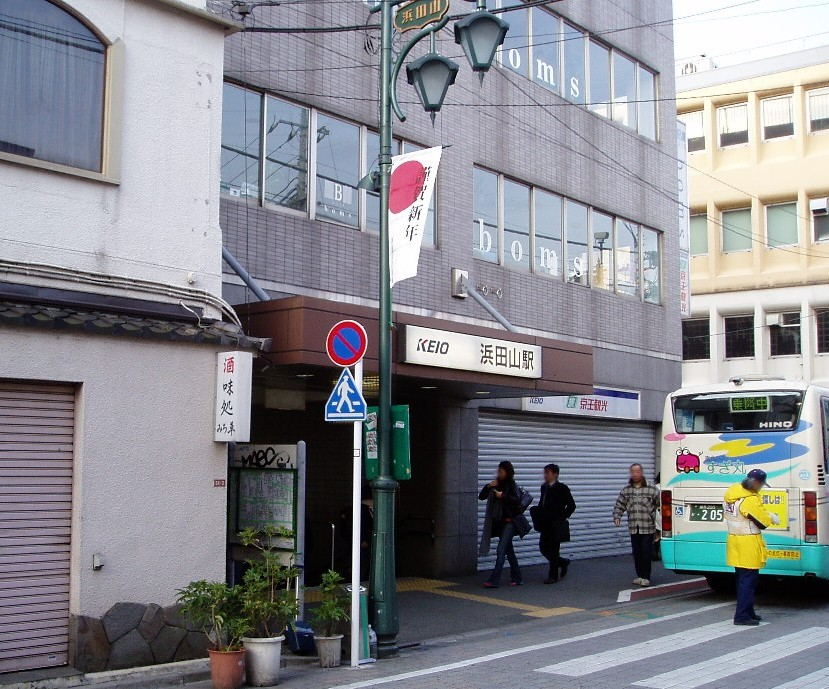
入口とすぎ丸（2007年1月）
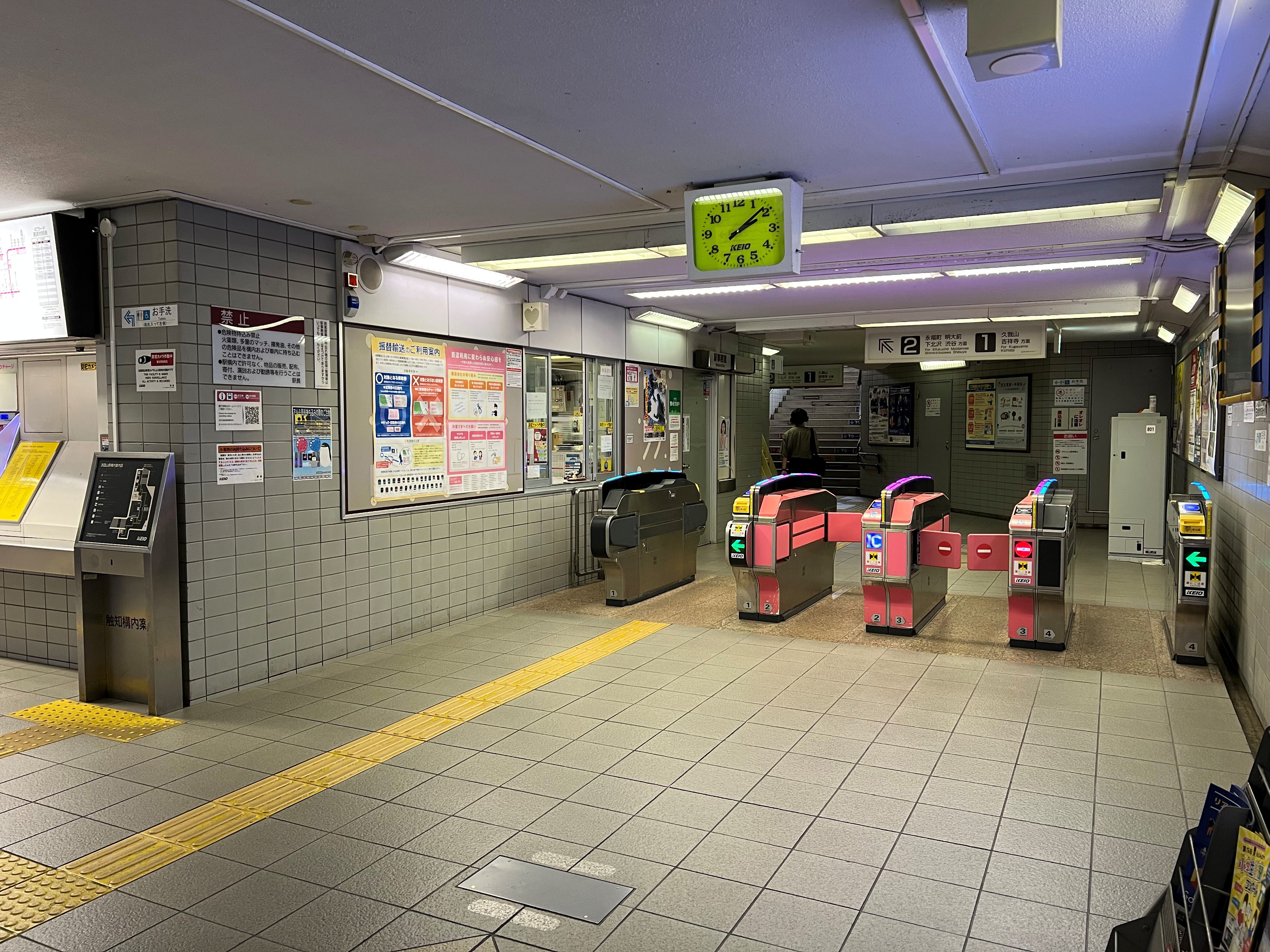
地下改札（2022年8月）
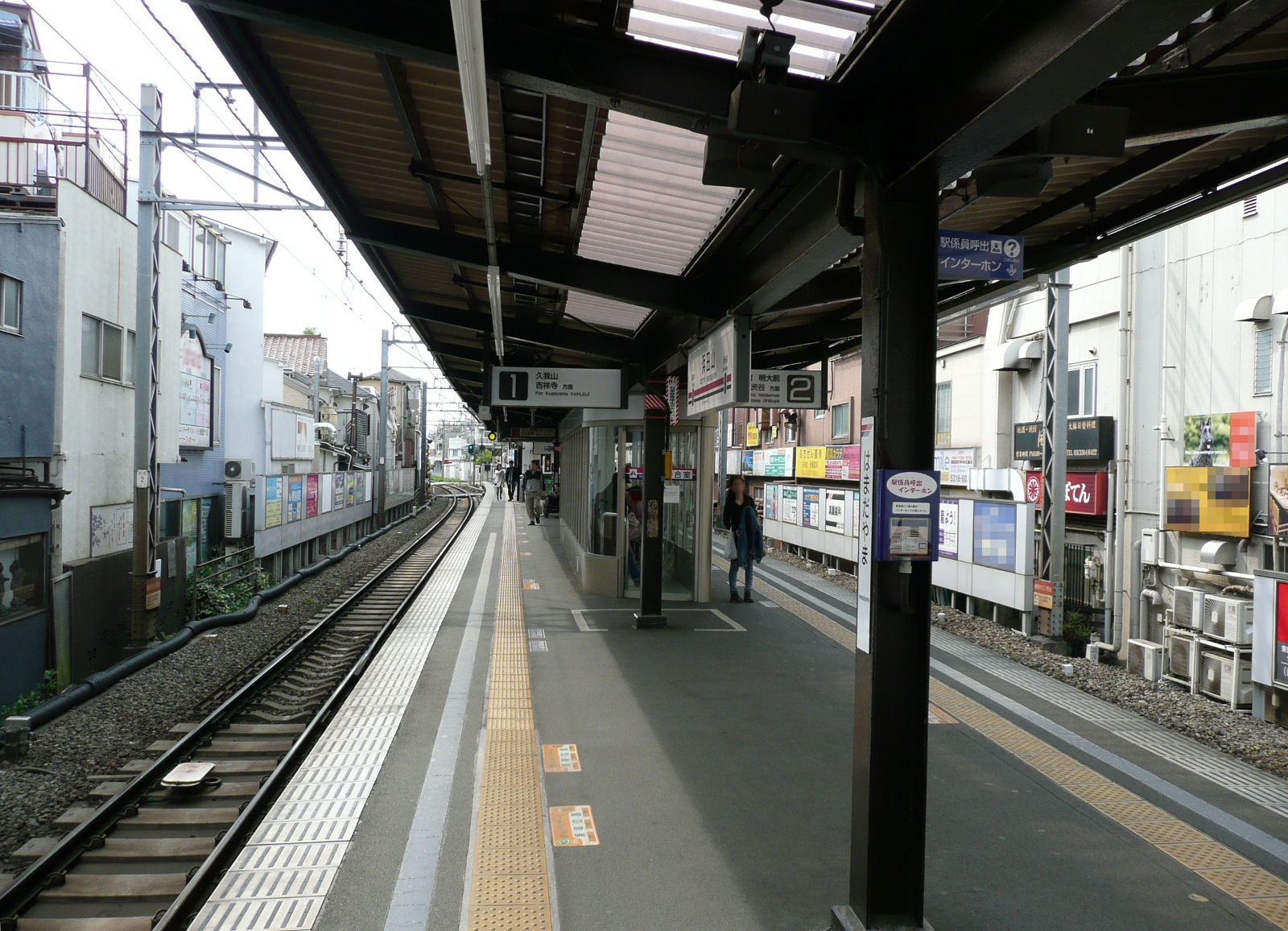
ホーム（2011年4月）

### のりば
| 番線 | 路線     | 方向 | 行先                     |
| ---- | -------- | ---- | ------------------------ |
| 1    | 井の頭線 | 下り | 久我山・吉祥寺方面       |
| 2    | 井の頭線 | 上り | 明大前・下北沢・渋谷方面 |

## 利用状況
2024年度（令和6年度）の1日平均乗降人員は27,565人である。
近年の1日平均乗降・乗車人員の推移は以下の通り。
| 年度               | 1日平均 乗降人員 | 1日平均 乗車人員 | 出典     |
| ------------------ | ---------------- | ---------------- | -------- |
| 1955年（昭和30年） | 9,104            |                  |          |
| 1960年（昭和35年） | 14,905           |                  |          |
| 1965年（昭和40年） | 20,628           |                  |          |
| 1970年（昭和45年） | 24,324           |                  |          |
| 1975年（昭和50年） | 24,842           |                  |          |
| 1980年（昭和55年） | 29,837           |                  |          |
| 1983年（昭和58年） | 30,838           |                  |          |
| 1985年（昭和60年） | 29,097           |                  |          |
| 1990年（平成02年） | 28,337           | 14,337           | [ * 1 ]  |
| 1991年（平成03年） |                  | 14,481           | [ * 2 ]  |
| 1992年（平成04年） |                  | 14,288           | [ * 3 ]  |
| 1993年（平成05年） |                  | 14,112           | [ * 4 ]  |
| 1994年（平成06年） |                  | 14,055           | [ * 5 ]  |
| 1995年（平成07年） | 27,445           | 13,833           | [ * 6 ]  |
| 1996年（平成08年） | 27,148           | 13,910           | [ * 7 ]  |
| 1997年（平成09年） | 26,811           | 13,723           | [ * 8 ]  |
| 1998年（平成10年） | 26,861           | 13,687           | [ * 9 ]  |
| 1999年（平成11年） | 25,693           | 13,090           | [ * 10 ] |
| 2000年（平成12年） | 25,564           | 12,874           | [ * 11 ] |
| 2001年（平成13年） | 25,727           | 13,036           | [ * 12 ] |
| 2002年（平成14年） | 25,838           | 13,118           | [ * 13 ] |
| 2003年（平成15年） | 26,126           | 13,123           | [ * 14 ] |
| 2004年（平成16年） | 26,549           | 13,342           | [ * 15 ] |
| 2005年（平成17年） | 27,117           | 13,512           | [ * 16 ] |
| 2006年（平成18年） | 28,084           | 13,855           | [ * 17 ] |
| 2007年（平成19年） | 28,634           | 14,178           | [ * 18 ] |
| 2008年（平成20年） | 29,389           | 14,597           | [ * 19 ] |
| 2009年（平成21年） | 29,223           | 14,504           | [ * 20 ] |
| 2010年（平成22年） | 28,285           | 14,016           | [ * 21 ] |
| 2011年（平成23年） | 28,169           | 13,943           | [ * 22 ] |
| 2012年（平成24年） | 28,364           | 14,044           | [ * 23 ] |
| 2013年（平成25年） | 29,081           | 14,403           | [ * 24 ] |
| 2014年（平成26年） | 29,236           | 14,488           | [ * 25 ] |
| 2015年（平成27年） | 29,816           | 14,749           | [ * 26 ] |
| 2016年（平成28年） | 30,172           | 14,945           | [ * 27 ] |
| 2017年（平成29年） | 30,489           | 15,096           | [ * 28 ] |
| 2018年（平成30年） | 30,676           | 15,186           | [ * 29 ] |
| 2019年（令和元年） | 30,158           | 14,904           | [ * 30 ] |
| 2020年（令和02年） | 21,231           | 10,490           | [ * 31 ] |
| 2021年（令和03年） | 23,314           |                  |          |
| 2022年（令和04年） | 25,480           |                  |          |
| 2023年（令和05年） | 26,853           |                  |          |
| 2024年（令和06年） | 27,565           |                  |          |

## 駅周辺
周辺は住宅地である。
名所・旧跡・公共施設など
- 井ノ頭通り
- 松本清張邸
- 杉並区浜田山会館
- 柏の宮公園
- 塚山公園
- 浜田山公園

文教施設
- 杉並区立高井戸図書館
- 東京都立豊多摩高等学校
- 東京都立杉並総合高等学校
- 杉並区立高井戸中学校

商業・金融機関など
- 西友 浜田山店
- コモディイイダ浜田山店
- 成城石井浜田山店
- 杉並浜田山郵便局
- SMBC日興証券浜田山支店

## 路線バス
- 浜田山駅バス停
  - すぎ丸（京王バス）
    - けやき路線 - 善福寺川緑地・杉並区役所前経由阿佐ケ谷駅行
    - 永福町行 （入庫系統、夜間のみ）

- 浜田山駅南バス停
  - すぎ丸（京王バス）
    - さくら路線 - 柏の宮公園入口・桜上水駅入口経由下高井戸駅入口行

## 隣の駅
京王電鉄
 井の頭線
■急行
通過
■各駅停車
西永福駅 (IN10) - 浜田山駅 (IN11) - 高井戸駅 (IN12)